# Nyárló
Nyárló település Romániában, Bihar megyében.

## Fekvése
Nagyváradtól délre, Almamező déli szomszédjában fekvő település.

## Története
Nyárló nevét 1214-ben említették először oklevélben Nyr Mezew néven.
1431-ben Nyarlo, 1808-ban Nyarló, 1851-ben Nyárló néven írták.
Nyárló a Nagyváradi 1. sz. Püspökség birtoka volt, és az övék volt még a 20. század elején is, ekkor  Bihar vármegye Központi járásához tartozott.
Az 1910-es népszámlálás adatai szerint Nyárlónak 730 lakosa volt: 32 magyar, 698 román. Ebből 71 római katolikus 18 református, 696 görögkeleti ortodox volt.

## Nevezetességek
- Görögkeleti temploma 1832-ben épült.